# Granaglione
Granaglione (emilián nyelven Granajån) település Olaszországban, Emilia-Romagna régióban, Bologna megyében. Lakosainak száma 2089 fő. Granaglione Pistoia, Sambuca Pistoiese, Castel di Casio és Porretta Terme községekkel határos.

## Népesség
A település lakossága az elmúlt években az alábbi módon változott: